# Nadeschda Wassiljewna Jakubowitsch
Nadeschda Wassiljewna Jakubowitsch (russisch Надежда Васильевна Якубович, engl. Transkription Nadezhda Yakubovich, verheiratete Парахина – Parachina – Parakhina; * 24. Februar 1954 in Narutawitschy, Breszkaja Woblasz) ist eine ehemalige sowjetische Speerwerferin.
1975 siegte sie bei der Universiade, und 1976 wurde sie Siebte bei den Olympischen Spielen in Montreal.
1977 verteidigte sie ihren Titel bei der Universiade und wurde Zweite beim Leichtathletik-Weltcup in Düsseldorf.
1977 wurde sie Sowjetische Meisterin. Ihre persönliche Bestleistung von 63,68 m stellte sie am 30. Mai 1983 in Moskau auf.